# Les Anges dans nos campagnes
«Les Anges dans nos campagnes» (з фр. Ангели в нашому селі) — найвідоміша французька колядка.

## Легенда
Про гімн «Les Anges dans nos campagnes» (Глорія) відомо вкрай мало. Його завжди друкували без вказівки авторів. За переказами, гімн виконували з 129 року нашої ери, коли єпископ Римський Телесфор постановив виконувати цей різдвяний гімн у храмах. Згодом гімн перетворився на народну пісню, яку співали у Франції в XVIII столітті. За легендою, французькі пастухи на півдні Франції започаткували різдвяну традицію увечері перед Різдвом вигукувати з пагорба на пагорб: «Слава в вишніх Богу!», передаючи один одному звістку про Різдво.

## Історія колядки
Насправді, колядка має типову для французьких різдвяних пісень мелодію. Імовірно, цей гімн був написаний у XVIII столітті у Франції. У 1816 році колядка стала відома в Англії. У Франції мелодія з текстом були опубліковані в 1855 році. 
Найвідоміший англійський переклад цього гімну, «Ангели, до нас звістка дійшла» (англ. Angels We Have Heard on High), зробив у 1862 році Джеймс Чадвік, ректор католицького Коледжу Ашо в Англії, згодом єпископ Ньюкасла. 
Найчастіше гімн співають на народну мелодію «Глорія», аранжовану американським композитором і церковним органістом Едвардом Барнсом (1813-1882). 
Приспів «Слава в вишніх Богу» — славослов'я пастухів, які, за євангельським сюжетом, прийшли поклонитися Христу. У французькому та англійському варіантах гімну ці слова звучать латинською: «Gloria in Excelsis Deo». Водночас, це назва давнішого гімну. 

## Текст
Les anges dans nos campagnes
 Ont entonné l'hymne des cieux,
 Et l'écho de nos montagnes
 Redit ce chant mélodieux
 Gloria in excelsis Deo (двічі)
 Bergers, pour qui cette fête?
 Quel est l'objet de tous ces chants?
 Quel vainqueur, quelle conquête
 Mérite ces cris triomphants :
 Gloria in excelsis Deo (двічі)
 Ils annoncent la naissance
 Du libérateur d'Israël
| Et pleins de reconnaissance Chantent en ce jour solennel Gloria in excelsis Deo (двічі) Cherchons tous l'heureux village Qui l'a vu naître sous ses toits Offrons-lui le tendre hommage Et de nos cœurs et de nos voix Gloria in excelsis Deo (двічі) Bergers, quittez vos retraites, Unissez-vous à leurs concerts, Et que vos tendres musettes Fassent retentir les airs Переклад українською В Вифлеємі поміж гір спів величний залунав, сяйво засліпило зір і хор ангелів співав: Слава! Слава! Слава в вишніх Богу 2. В полі пастирі були вони стадо стерегли. Аж ось ангел їм з'явивсь, радістю він поділивсь. Слава! Слава! Слава в вишніх Богу 3. "Не лякайтесь", каже їм – "З Неба лине вість для вас: У місті Давидовім Народився Цар – ваш Спас". Слава! Слава! Слава в вишніх Богу 4. Пастирі притьмом пішли. Привітали Немовля. Потім всім розповіли. Хай радіє вся земля. Слава! Слава! Слава в вишніх Богу 5. Тож спішімо в Вифлеєм Дитя Боже там знайдем. І віддаймо честь Йому, Заспіваймо пісню цю: Слава! Слава! Слава в вишніх Богу Виконання Укр: https://youtu.be/DcrcukmXZgM+%5Bнедоступне+посилання+з+серпня+2019%5D | Les Anges Dans Nos Campagnes Запис пісні у виконанні Мірей Матьє (1968). Проблеми з програванням файлу? Див. довідку . |